# Irena Pozar
Irena Pozar, född 5 januari 1992 i Sarajevo som Irena Požar (numera författarnamn), är en svensk journalist och chefredaktör. Hon har arbetat på ett antal större redaktioner bland annat som chefredaktör för Veckorevyn. 2022 kom hon ut med boken Backlashen – Metoo och revolutionen som stoppades.

## Biografi

### Uppväxt
Pozar kom som flykting till Sverige 1993 och växte upp i Växjö.

### Arbetsliv
Pozar inledde sin journalistkarriär på Smålandspostens ungredaktion. Pozar har även arbetat på Nyheter24 och sedan 2014 på Expressen samt varit sociala medier-chef på Bonnier Magazines. År 2016 började hon arbeta för Veckorevyn, och blev 2019 dess chefredaktör. Hon tog över driften av tidningen i samband med att pappersutgåvan lades ner och driver den sedan dess i digitalt format; Bonnier äger dock fortfarande rätten till tidningsnamnet. Pozar säger sig satsa på huvudmålgruppen unga kvinnor och på att opinionsbilda kring frågor som kvinnor tycker är viktiga. År 2020 återvände hon till Expressen som ny kolumnist. Från 2023 är hon nyhetskolumnist på Aftonbladet.
År 2019 nominerades Pozar till Stora journalistpriset, i kategorin Årets röst, för sitt arbete med Veckorevyn. Motiveringen löd "hon har gett tonårstjejernas anrika trendbibel ett nytt ansikte som granskare av såväl övergrepp som nagellack". År 2020 utsågs Pozar till Årets journalist av Tidskriftspriset.
2022 utgavs hennes bok Backlashen – Metoo och revolutionen som stoppades. I boken menar Pozar att metoo-rörelsen och dess kraft blivit stoppade av en sorts konspiration. Den har beskrivits som en politisk pamflett med mer eller mindre trovärdig redovisning av den faktiska händelseutvecklingen.

### Övrigt
Säsongerna 2020/2021 och 2021/2022 tävlade hon i På spåret, i lag med Patrik Arve.

## Privat
Irena Požar är gift med retorikern Johan Falkman Pozar.